# Vladimir Tatartjuk
Vladimir Tatartjuk (ryska: Владимир Иосифович Татарчук), född den 25 april 1966 i Matrosovo, Ryssland, är en sovjetisk fotbollsspelare som tog OS-guld i fotbollsturneringen vid de olympiska sommarspelen 1988 i Seoul.